# Салазара тема
Те́ма Салаза́ра — тема в шаховій композиції ортодоксального жанру. Суть теми — чергування вступного і матуючого ходів білих фігур в двох фазах на один і той же хід чорної фігури.

## Історія
Цю ідею запропонував у 1968 іспанський шаховий композитор Франціско Салазар (28.02.1924 — 07.06.2000). В 1973 році французький журнал «Diagrammes» на цю ідею провів тематичний конкурс.
Для вираження цього задуму повинно бути, як мінімум, дві фази — хибний хід білих з тематичним ходом чорних і дійсне рішення задачі з таким же ходом чорних, або два тематичних хибних ходи з тематичним ходом чорних. У фазах проходить чергування зміни функцій ходу білих фігур —  вступний хід білих в одній фазі стає матуючим ходом в другій фазі і відповідно матуючий хід білих першої фази стає вступним ходом у другій фазі.
Ця ідея дістала назву від імені першовідкривача — тема Салазара. Тема Салазара є складовою комбінації Лендера. В шаховій композиції іще є ідея утворення близнюків, яка має назву — близнюки Салазара.
Алгоритм вираження теми Салазара:
1. A ? ~  1. ... a 2. B #, 1. ... !
1. B !  ~  1. ... a 2. A #
|   | a | b | c | d | e | f | g | h |   |
| 8 | g8 білий слон · a6 біла тура · e6 білий кінь · f6 білий пішак · g6 чорний пішак · d5 чорний король · f5 чорний слон · g5 білий ферзь · f4 білий пішак · d3 білий пішак · f3 білий кінь · d1 біла тура · g1 білий король | g8 білий слон · a6 біла тура · e6 білий кінь · f6 білий пішак · g6 чорний пішак · d5 чорний король · f5 чорний слон · g5 білий ферзь · f4 білий пішак · d3 білий пішак · f3 білий кінь · d1 біла тура · g1 білий король | g8 білий слон · a6 біла тура · e6 білий кінь · f6 білий пішак · g6 чорний пішак · d5 чорний король · f5 чорний слон · g5 білий ферзь · f4 білий пішак · d3 білий пішак · f3 білий кінь · d1 біла тура · g1 білий король | g8 білий слон · a6 біла тура · e6 білий кінь · f6 білий пішак · g6 чорний пішак · d5 чорний король · f5 чорний слон · g5 білий ферзь · f4 білий пішак · d3 білий пішак · f3 білий кінь · d1 біла тура · g1 білий король | g8 білий слон · a6 біла тура · e6 білий кінь · f6 білий пішак · g6 чорний пішак · d5 чорний король · f5 чорний слон · g5 білий ферзь · f4 білий пішак · d3 білий пішак · f3 білий кінь · d1 біла тура · g1 білий король | g8 білий слон · a6 біла тура · e6 білий кінь · f6 білий пішак · g6 чорний пішак · d5 чорний король · f5 чорний слон · g5 білий ферзь · f4 білий пішак · d3 білий пішак · f3 білий кінь · d1 біла тура · g1 білий король | g8 білий слон · a6 біла тура · e6 білий кінь · f6 білий пішак · g6 чорний пішак · d5 чорний король · f5 чорний слон · g5 білий ферзь · f4 білий пішак · d3 білий пішак · f3 білий кінь · d1 біла тура · g1 білий король | g8 білий слон · a6 біла тура · e6 білий кінь · f6 білий пішак · g6 чорний пішак · d5 чорний король · f5 чорний слон · g5 білий ферзь · f4 білий пішак · d3 білий пішак · f3 білий кінь · d1 біла тура · g1 білий король | 8 |
| 7 | g8 білий слон · a6 біла тура · e6 білий кінь · f6 білий пішак · g6 чорний пішак · d5 чорний король · f5 чорний слон · g5 білий ферзь · f4 білий пішак · d3 білий пішак · f3 білий кінь · d1 біла тура · g1 білий король | g8 білий слон · a6 біла тура · e6 білий кінь · f6 білий пішак · g6 чорний пішак · d5 чорний король · f5 чорний слон · g5 білий ферзь · f4 білий пішак · d3 білий пішак · f3 білий кінь · d1 біла тура · g1 білий король | g8 білий слон · a6 біла тура · e6 білий кінь · f6 білий пішак · g6 чорний пішак · d5 чорний король · f5 чорний слон · g5 білий ферзь · f4 білий пішак · d3 білий пішак · f3 білий кінь · d1 біла тура · g1 білий король | g8 білий слон · a6 біла тура · e6 білий кінь · f6 білий пішак · g6 чорний пішак · d5 чорний король · f5 чорний слон · g5 білий ферзь · f4 білий пішак · d3 білий пішак · f3 білий кінь · d1 біла тура · g1 білий король | g8 білий слон · a6 біла тура · e6 білий кінь · f6 білий пішак · g6 чорний пішак · d5 чорний король · f5 чорний слон · g5 білий ферзь · f4 білий пішак · d3 білий пішак · f3 білий кінь · d1 біла тура · g1 білий король | g8 білий слон · a6 біла тура · e6 білий кінь · f6 білий пішак · g6 чорний пішак · d5 чорний король · f5 чорний слон · g5 білий ферзь · f4 білий пішак · d3 білий пішак · f3 білий кінь · d1 біла тура · g1 білий король | g8 білий слон · a6 біла тура · e6 білий кінь · f6 білий пішак · g6 чорний пішак · d5 чорний король · f5 чорний слон · g5 білий ферзь · f4 білий пішак · d3 білий пішак · f3 білий кінь · d1 біла тура · g1 білий король | g8 білий слон · a6 біла тура · e6 білий кінь · f6 білий пішак · g6 чорний пішак · d5 чорний король · f5 чорний слон · g5 білий ферзь · f4 білий пішак · d3 білий пішак · f3 білий кінь · d1 біла тура · g1 білий король | 7 |
| 6 | g8 білий слон · a6 біла тура · e6 білий кінь · f6 білий пішак · g6 чорний пішак · d5 чорний король · f5 чорний слон · g5 білий ферзь · f4 білий пішак · d3 білий пішак · f3 білий кінь · d1 біла тура · g1 білий король | g8 білий слон · a6 біла тура · e6 білий кінь · f6 білий пішак · g6 чорний пішак · d5 чорний король · f5 чорний слон · g5 білий ферзь · f4 білий пішак · d3 білий пішак · f3 білий кінь · d1 біла тура · g1 білий король | g8 білий слон · a6 біла тура · e6 білий кінь · f6 білий пішак · g6 чорний пішак · d5 чорний король · f5 чорний слон · g5 білий ферзь · f4 білий пішак · d3 білий пішак · f3 білий кінь · d1 біла тура · g1 білий король | g8 білий слон · a6 біла тура · e6 білий кінь · f6 білий пішак · g6 чорний пішак · d5 чорний король · f5 чорний слон · g5 білий ферзь · f4 білий пішак · d3 білий пішак · f3 білий кінь · d1 біла тура · g1 білий король | g8 білий слон · a6 біла тура · e6 білий кінь · f6 білий пішак · g6 чорний пішак · d5 чорний король · f5 чорний слон · g5 білий ферзь · f4 білий пішак · d3 білий пішак · f3 білий кінь · d1 біла тура · g1 білий король | g8 білий слон · a6 біла тура · e6 білий кінь · f6 білий пішак · g6 чорний пішак · d5 чорний король · f5 чорний слон · g5 білий ферзь · f4 білий пішак · d3 білий пішак · f3 білий кінь · d1 біла тура · g1 білий король | g8 білий слон · a6 біла тура · e6 білий кінь · f6 білий пішак · g6 чорний пішак · d5 чорний король · f5 чорний слон · g5 білий ферзь · f4 білий пішак · d3 білий пішак · f3 білий кінь · d1 біла тура · g1 білий король | g8 білий слон · a6 біла тура · e6 білий кінь · f6 білий пішак · g6 чорний пішак · d5 чорний король · f5 чорний слон · g5 білий ферзь · f4 білий пішак · d3 білий пішак · f3 білий кінь · d1 біла тура · g1 білий король | 6 |
| 5 | g8 білий слон · a6 біла тура · e6 білий кінь · f6 білий пішак · g6 чорний пішак · d5 чорний король · f5 чорний слон · g5 білий ферзь · f4 білий пішак · d3 білий пішак · f3 білий кінь · d1 біла тура · g1 білий король | g8 білий слон · a6 біла тура · e6 білий кінь · f6 білий пішак · g6 чорний пішак · d5 чорний король · f5 чорний слон · g5 білий ферзь · f4 білий пішак · d3 білий пішак · f3 білий кінь · d1 біла тура · g1 білий король | g8 білий слон · a6 біла тура · e6 білий кінь · f6 білий пішак · g6 чорний пішак · d5 чорний король · f5 чорний слон · g5 білий ферзь · f4 білий пішак · d3 білий пішак · f3 білий кінь · d1 біла тура · g1 білий король | g8 білий слон · a6 біла тура · e6 білий кінь · f6 білий пішак · g6 чорний пішак · d5 чорний король · f5 чорний слон · g5 білий ферзь · f4 білий пішак · d3 білий пішак · f3 білий кінь · d1 біла тура · g1 білий король | g8 білий слон · a6 біла тура · e6 білий кінь · f6 білий пішак · g6 чорний пішак · d5 чорний король · f5 чорний слон · g5 білий ферзь · f4 білий пішак · d3 білий пішак · f3 білий кінь · d1 біла тура · g1 білий король | g8 білий слон · a6 біла тура · e6 білий кінь · f6 білий пішак · g6 чорний пішак · d5 чорний король · f5 чорний слон · g5 білий ферзь · f4 білий пішак · d3 білий пішак · f3 білий кінь · d1 біла тура · g1 білий король | g8 білий слон · a6 біла тура · e6 білий кінь · f6 білий пішак · g6 чорний пішак · d5 чорний король · f5 чорний слон · g5 білий ферзь · f4 білий пішак · d3 білий пішак · f3 білий кінь · d1 біла тура · g1 білий король | g8 білий слон · a6 біла тура · e6 білий кінь · f6 білий пішак · g6 чорний пішак · d5 чорний король · f5 чорний слон · g5 білий ферзь · f4 білий пішак · d3 білий пішак · f3 білий кінь · d1 біла тура · g1 білий король | 5 |
| 4 | g8 білий слон · a6 біла тура · e6 білий кінь · f6 білий пішак · g6 чорний пішак · d5 чорний король · f5 чорний слон · g5 білий ферзь · f4 білий пішак · d3 білий пішак · f3 білий кінь · d1 біла тура · g1 білий король | g8 білий слон · a6 біла тура · e6 білий кінь · f6 білий пішак · g6 чорний пішак · d5 чорний король · f5 чорний слон · g5 білий ферзь · f4 білий пішак · d3 білий пішак · f3 білий кінь · d1 біла тура · g1 білий король | g8 білий слон · a6 біла тура · e6 білий кінь · f6 білий пішак · g6 чорний пішак · d5 чорний король · f5 чорний слон · g5 білий ферзь · f4 білий пішак · d3 білий пішак · f3 білий кінь · d1 біла тура · g1 білий король | g8 білий слон · a6 біла тура · e6 білий кінь · f6 білий пішак · g6 чорний пішак · d5 чорний король · f5 чорний слон · g5 білий ферзь · f4 білий пішак · d3 білий пішак · f3 білий кінь · d1 біла тура · g1 білий король | g8 білий слон · a6 біла тура · e6 білий кінь · f6 білий пішак · g6 чорний пішак · d5 чорний король · f5 чорний слон · g5 білий ферзь · f4 білий пішак · d3 білий пішак · f3 білий кінь · d1 біла тура · g1 білий король | g8 білий слон · a6 біла тура · e6 білий кінь · f6 білий пішак · g6 чорний пішак · d5 чорний король · f5 чорний слон · g5 білий ферзь · f4 білий пішак · d3 білий пішак · f3 білий кінь · d1 біла тура · g1 білий король | g8 білий слон · a6 біла тура · e6 білий кінь · f6 білий пішак · g6 чорний пішак · d5 чорний король · f5 чорний слон · g5 білий ферзь · f4 білий пішак · d3 білий пішак · f3 білий кінь · d1 біла тура · g1 білий король | g8 білий слон · a6 біла тура · e6 білий кінь · f6 білий пішак · g6 чорний пішак · d5 чорний король · f5 чорний слон · g5 білий ферзь · f4 білий пішак · d3 білий пішак · f3 білий кінь · d1 біла тура · g1 білий король | 4 |
| 3 | g8 білий слон · a6 біла тура · e6 білий кінь · f6 білий пішак · g6 чорний пішак · d5 чорний король · f5 чорний слон · g5 білий ферзь · f4 білий пішак · d3 білий пішак · f3 білий кінь · d1 біла тура · g1 білий король | g8 білий слон · a6 біла тура · e6 білий кінь · f6 білий пішак · g6 чорний пішак · d5 чорний король · f5 чорний слон · g5 білий ферзь · f4 білий пішак · d3 білий пішак · f3 білий кінь · d1 біла тура · g1 білий король | g8 білий слон · a6 біла тура · e6 білий кінь · f6 білий пішак · g6 чорний пішак · d5 чорний король · f5 чорний слон · g5 білий ферзь · f4 білий пішак · d3 білий пішак · f3 білий кінь · d1 біла тура · g1 білий король | g8 білий слон · a6 біла тура · e6 білий кінь · f6 білий пішак · g6 чорний пішак · d5 чорний король · f5 чорний слон · g5 білий ферзь · f4 білий пішак · d3 білий пішак · f3 білий кінь · d1 біла тура · g1 білий король | g8 білий слон · a6 біла тура · e6 білий кінь · f6 білий пішак · g6 чорний пішак · d5 чорний король · f5 чорний слон · g5 білий ферзь · f4 білий пішак · d3 білий пішак · f3 білий кінь · d1 біла тура · g1 білий король | g8 білий слон · a6 біла тура · e6 білий кінь · f6 білий пішак · g6 чорний пішак · d5 чорний король · f5 чорний слон · g5 білий ферзь · f4 білий пішак · d3 білий пішак · f3 білий кінь · d1 біла тура · g1 білий король | g8 білий слон · a6 біла тура · e6 білий кінь · f6 білий пішак · g6 чорний пішак · d5 чорний король · f5 чорний слон · g5 білий ферзь · f4 білий пішак · d3 білий пішак · f3 білий кінь · d1 біла тура · g1 білий король | g8 білий слон · a6 біла тура · e6 білий кінь · f6 білий пішак · g6 чорний пішак · d5 чорний король · f5 чорний слон · g5 білий ферзь · f4 білий пішак · d3 білий пішак · f3 білий кінь · d1 біла тура · g1 білий король | 3 |
| 2 | g8 білий слон · a6 біла тура · e6 білий кінь · f6 білий пішак · g6 чорний пішак · d5 чорний король · f5 чорний слон · g5 білий ферзь · f4 білий пішак · d3 білий пішак · f3 білий кінь · d1 біла тура · g1 білий король | g8 білий слон · a6 біла тура · e6 білий кінь · f6 білий пішак · g6 чорний пішак · d5 чорний король · f5 чорний слон · g5 білий ферзь · f4 білий пішак · d3 білий пішак · f3 білий кінь · d1 біла тура · g1 білий король | g8 білий слон · a6 біла тура · e6 білий кінь · f6 білий пішак · g6 чорний пішак · d5 чорний король · f5 чорний слон · g5 білий ферзь · f4 білий пішак · d3 білий пішак · f3 білий кінь · d1 біла тура · g1 білий король | g8 білий слон · a6 біла тура · e6 білий кінь · f6 білий пішак · g6 чорний пішак · d5 чорний король · f5 чорний слон · g5 білий ферзь · f4 білий пішак · d3 білий пішак · f3 білий кінь · d1 біла тура · g1 білий король | g8 білий слон · a6 біла тура · e6 білий кінь · f6 білий пішак · g6 чорний пішак · d5 чорний король · f5 чорний слон · g5 білий ферзь · f4 білий пішак · d3 білий пішак · f3 білий кінь · d1 біла тура · g1 білий король | g8 білий слон · a6 біла тура · e6 білий кінь · f6 білий пішак · g6 чорний пішак · d5 чорний король · f5 чорний слон · g5 білий ферзь · f4 білий пішак · d3 білий пішак · f3 білий кінь · d1 біла тура · g1 білий король | g8 білий слон · a6 біла тура · e6 білий кінь · f6 білий пішак · g6 чорний пішак · d5 чорний король · f5 чорний слон · g5 білий ферзь · f4 білий пішак · d3 білий пішак · f3 білий кінь · d1 біла тура · g1 білий король | g8 білий слон · a6 біла тура · e6 білий кінь · f6 білий пішак · g6 чорний пішак · d5 чорний король · f5 чорний слон · g5 білий ферзь · f4 білий пішак · d3 білий пішак · f3 білий кінь · d1 біла тура · g1 білий король | 2 |
| 1 | g8 білий слон · a6 біла тура · e6 білий кінь · f6 білий пішак · g6 чорний пішак · d5 чорний король · f5 чорний слон · g5 білий ферзь · f4 білий пішак · d3 білий пішак · f3 білий кінь · d1 біла тура · g1 білий король | g8 білий слон · a6 біла тура · e6 білий кінь · f6 білий пішак · g6 чорний пішак · d5 чорний король · f5 чорний слон · g5 білий ферзь · f4 білий пішак · d3 білий пішак · f3 білий кінь · d1 біла тура · g1 білий король | g8 білий слон · a6 біла тура · e6 білий кінь · f6 білий пішак · g6 чорний пішак · d5 чорний король · f5 чорний слон · g5 білий ферзь · f4 білий пішак · d3 білий пішак · f3 білий кінь · d1 біла тура · g1 білий король | g8 білий слон · a6 біла тура · e6 білий кінь · f6 білий пішак · g6 чорний пішак · d5 чорний король · f5 чорний слон · g5 білий ферзь · f4 білий пішак · d3 білий пішак · f3 білий кінь · d1 біла тура · g1 білий король | g8 білий слон · a6 біла тура · e6 білий кінь · f6 білий пішак · g6 чорний пішак · d5 чорний король · f5 чорний слон · g5 білий ферзь · f4 білий пішак · d3 білий пішак · f3 білий кінь · d1 біла тура · g1 білий король | g8 білий слон · a6 біла тура · e6 білий кінь · f6 білий пішак · g6 чорний пішак · d5 чорний король · f5 чорний слон · g5 білий ферзь · f4 білий пішак · d3 білий пішак · f3 білий кінь · d1 біла тура · g1 білий король | g8 білий слон · a6 біла тура · e6 білий кінь · f6 білий пішак · g6 чорний пішак · d5 чорний король · f5 чорний слон · g5 білий ферзь · f4 білий пішак · d3 білий пішак · f3 білий кінь · d1 біла тура · g1 білий король | g8 білий слон · a6 біла тура · e6 білий кінь · f6 білий пішак · g6 чорний пішак · d5 чорний король · f5 чорний слон · g5 білий ферзь · f4 білий пішак · d3 білий пішак · f3 білий кінь · d1 біла тура · g1 білий король | 1 |
|   | a | b | c | d | e | f | g | h |   |

1. Se5? (A)  ~   Zz,   1. ... L:d3 (a) 2. Dg2# (B)
1. ... L:e6 2. Sf3#
1. ... Lh3 2. Sg4#
1. ... Le4!
1. Dg2 ! (B) ~ 2.Da2#, 1. ... L:d3 (a) 2. Se5# (A)
1. ... L:e6 2. Dg5#
Це є найперше вираження теми.

## Подвоєння теми
Для вираження в задачі подвоєння теми потрібні чотири фази. Тема повинна проходити двічі — в одній парі хибних ходів і другий раз в третьому хибному ході і рішенні задачі.
Алгоритм вираження подвоєної форми теми Салазара:
1. A ? ~  1. ... a 2. B #, 1. ... !
1. B ? ~  1. ... a 2. A #, 1. ... !
1. C ? ~  1. ... b 2. D #, 1. ... !
1. D !  ~  1. ... b 2. C #
|   | a | b | c | d | e | f | g | h |   |
| 8 | b8 чорний ферзь · d7 білий слон · f7 білий пішак · h7 чорна тура · c6 білий пішак · d6 чорний пішак · h6 білий кінь · a5 біла тура · b5 чорний слон · d5 чорний пішак · e5 чорний король · d4 білий кінь · f4 біла тура · a3 білий король · f3 білий пішак · d2 білий слон · e2 білий пішак · f2 білий пішак · g2 чорна тура · g1 білий ферзь | b8 чорний ферзь · d7 білий слон · f7 білий пішак · h7 чорна тура · c6 білий пішак · d6 чорний пішак · h6 білий кінь · a5 біла тура · b5 чорний слон · d5 чорний пішак · e5 чорний король · d4 білий кінь · f4 біла тура · a3 білий король · f3 білий пішак · d2 білий слон · e2 білий пішак · f2 білий пішак · g2 чорна тура · g1 білий ферзь | b8 чорний ферзь · d7 білий слон · f7 білий пішак · h7 чорна тура · c6 білий пішак · d6 чорний пішак · h6 білий кінь · a5 біла тура · b5 чорний слон · d5 чорний пішак · e5 чорний король · d4 білий кінь · f4 біла тура · a3 білий король · f3 білий пішак · d2 білий слон · e2 білий пішак · f2 білий пішак · g2 чорна тура · g1 білий ферзь | b8 чорний ферзь · d7 білий слон · f7 білий пішак · h7 чорна тура · c6 білий пішак · d6 чорний пішак · h6 білий кінь · a5 біла тура · b5 чорний слон · d5 чорний пішак · e5 чорний король · d4 білий кінь · f4 біла тура · a3 білий король · f3 білий пішак · d2 білий слон · e2 білий пішак · f2 білий пішак · g2 чорна тура · g1 білий ферзь | b8 чорний ферзь · d7 білий слон · f7 білий пішак · h7 чорна тура · c6 білий пішак · d6 чорний пішак · h6 білий кінь · a5 біла тура · b5 чорний слон · d5 чорний пішак · e5 чорний король · d4 білий кінь · f4 біла тура · a3 білий король · f3 білий пішак · d2 білий слон · e2 білий пішак · f2 білий пішак · g2 чорна тура · g1 білий ферзь | b8 чорний ферзь · d7 білий слон · f7 білий пішак · h7 чорна тура · c6 білий пішак · d6 чорний пішак · h6 білий кінь · a5 біла тура · b5 чорний слон · d5 чорний пішак · e5 чорний король · d4 білий кінь · f4 біла тура · a3 білий король · f3 білий пішак · d2 білий слон · e2 білий пішак · f2 білий пішак · g2 чорна тура · g1 білий ферзь | b8 чорний ферзь · d7 білий слон · f7 білий пішак · h7 чорна тура · c6 білий пішак · d6 чорний пішак · h6 білий кінь · a5 біла тура · b5 чорний слон · d5 чорний пішак · e5 чорний король · d4 білий кінь · f4 біла тура · a3 білий король · f3 білий пішак · d2 білий слон · e2 білий пішак · f2 білий пішак · g2 чорна тура · g1 білий ферзь | b8 чорний ферзь · d7 білий слон · f7 білий пішак · h7 чорна тура · c6 білий пішак · d6 чорний пішак · h6 білий кінь · a5 біла тура · b5 чорний слон · d5 чорний пішак · e5 чорний король · d4 білий кінь · f4 біла тура · a3 білий король · f3 білий пішак · d2 білий слон · e2 білий пішак · f2 білий пішак · g2 чорна тура · g1 білий ферзь | 8 |
| 7 | b8 чорний ферзь · d7 білий слон · f7 білий пішак · h7 чорна тура · c6 білий пішак · d6 чорний пішак · h6 білий кінь · a5 біла тура · b5 чорний слон · d5 чорний пішак · e5 чорний король · d4 білий кінь · f4 біла тура · a3 білий король · f3 білий пішак · d2 білий слон · e2 білий пішак · f2 білий пішак · g2 чорна тура · g1 білий ферзь | b8 чорний ферзь · d7 білий слон · f7 білий пішак · h7 чорна тура · c6 білий пішак · d6 чорний пішак · h6 білий кінь · a5 біла тура · b5 чорний слон · d5 чорний пішак · e5 чорний король · d4 білий кінь · f4 біла тура · a3 білий король · f3 білий пішак · d2 білий слон · e2 білий пішак · f2 білий пішак · g2 чорна тура · g1 білий ферзь | b8 чорний ферзь · d7 білий слон · f7 білий пішак · h7 чорна тура · c6 білий пішак · d6 чорний пішак · h6 білий кінь · a5 біла тура · b5 чорний слон · d5 чорний пішак · e5 чорний король · d4 білий кінь · f4 біла тура · a3 білий король · f3 білий пішак · d2 білий слон · e2 білий пішак · f2 білий пішак · g2 чорна тура · g1 білий ферзь | b8 чорний ферзь · d7 білий слон · f7 білий пішак · h7 чорна тура · c6 білий пішак · d6 чорний пішак · h6 білий кінь · a5 біла тура · b5 чорний слон · d5 чорний пішак · e5 чорний король · d4 білий кінь · f4 біла тура · a3 білий король · f3 білий пішак · d2 білий слон · e2 білий пішак · f2 білий пішак · g2 чорна тура · g1 білий ферзь | b8 чорний ферзь · d7 білий слон · f7 білий пішак · h7 чорна тура · c6 білий пішак · d6 чорний пішак · h6 білий кінь · a5 біла тура · b5 чорний слон · d5 чорний пішак · e5 чорний король · d4 білий кінь · f4 біла тура · a3 білий король · f3 білий пішак · d2 білий слон · e2 білий пішак · f2 білий пішак · g2 чорна тура · g1 білий ферзь | b8 чорний ферзь · d7 білий слон · f7 білий пішак · h7 чорна тура · c6 білий пішак · d6 чорний пішак · h6 білий кінь · a5 біла тура · b5 чорний слон · d5 чорний пішак · e5 чорний король · d4 білий кінь · f4 біла тура · a3 білий король · f3 білий пішак · d2 білий слон · e2 білий пішак · f2 білий пішак · g2 чорна тура · g1 білий ферзь | b8 чорний ферзь · d7 білий слон · f7 білий пішак · h7 чорна тура · c6 білий пішак · d6 чорний пішак · h6 білий кінь · a5 біла тура · b5 чорний слон · d5 чорний пішак · e5 чорний король · d4 білий кінь · f4 біла тура · a3 білий король · f3 білий пішак · d2 білий слон · e2 білий пішак · f2 білий пішак · g2 чорна тура · g1 білий ферзь | b8 чорний ферзь · d7 білий слон · f7 білий пішак · h7 чорна тура · c6 білий пішак · d6 чорний пішак · h6 білий кінь · a5 біла тура · b5 чорний слон · d5 чорний пішак · e5 чорний король · d4 білий кінь · f4 біла тура · a3 білий король · f3 білий пішак · d2 білий слон · e2 білий пішак · f2 білий пішак · g2 чорна тура · g1 білий ферзь | 7 |
| 6 | b8 чорний ферзь · d7 білий слон · f7 білий пішак · h7 чорна тура · c6 білий пішак · d6 чорний пішак · h6 білий кінь · a5 біла тура · b5 чорний слон · d5 чорний пішак · e5 чорний король · d4 білий кінь · f4 біла тура · a3 білий король · f3 білий пішак · d2 білий слон · e2 білий пішак · f2 білий пішак · g2 чорна тура · g1 білий ферзь | b8 чорний ферзь · d7 білий слон · f7 білий пішак · h7 чорна тура · c6 білий пішак · d6 чорний пішак · h6 білий кінь · a5 біла тура · b5 чорний слон · d5 чорний пішак · e5 чорний король · d4 білий кінь · f4 біла тура · a3 білий король · f3 білий пішак · d2 білий слон · e2 білий пішак · f2 білий пішак · g2 чорна тура · g1 білий ферзь | b8 чорний ферзь · d7 білий слон · f7 білий пішак · h7 чорна тура · c6 білий пішак · d6 чорний пішак · h6 білий кінь · a5 біла тура · b5 чорний слон · d5 чорний пішак · e5 чорний король · d4 білий кінь · f4 біла тура · a3 білий король · f3 білий пішак · d2 білий слон · e2 білий пішак · f2 білий пішак · g2 чорна тура · g1 білий ферзь | b8 чорний ферзь · d7 білий слон · f7 білий пішак · h7 чорна тура · c6 білий пішак · d6 чорний пішак · h6 білий кінь · a5 біла тура · b5 чорний слон · d5 чорний пішак · e5 чорний король · d4 білий кінь · f4 біла тура · a3 білий король · f3 білий пішак · d2 білий слон · e2 білий пішак · f2 білий пішак · g2 чорна тура · g1 білий ферзь | b8 чорний ферзь · d7 білий слон · f7 білий пішак · h7 чорна тура · c6 білий пішак · d6 чорний пішак · h6 білий кінь · a5 біла тура · b5 чорний слон · d5 чорний пішак · e5 чорний король · d4 білий кінь · f4 біла тура · a3 білий король · f3 білий пішак · d2 білий слон · e2 білий пішак · f2 білий пішак · g2 чорна тура · g1 білий ферзь | b8 чорний ферзь · d7 білий слон · f7 білий пішак · h7 чорна тура · c6 білий пішак · d6 чорний пішак · h6 білий кінь · a5 біла тура · b5 чорний слон · d5 чорний пішак · e5 чорний король · d4 білий кінь · f4 біла тура · a3 білий король · f3 білий пішак · d2 білий слон · e2 білий пішак · f2 білий пішак · g2 чорна тура · g1 білий ферзь | b8 чорний ферзь · d7 білий слон · f7 білий пішак · h7 чорна тура · c6 білий пішак · d6 чорний пішак · h6 білий кінь · a5 біла тура · b5 чорний слон · d5 чорний пішак · e5 чорний король · d4 білий кінь · f4 біла тура · a3 білий король · f3 білий пішак · d2 білий слон · e2 білий пішак · f2 білий пішак · g2 чорна тура · g1 білий ферзь | b8 чорний ферзь · d7 білий слон · f7 білий пішак · h7 чорна тура · c6 білий пішак · d6 чорний пішак · h6 білий кінь · a5 біла тура · b5 чорний слон · d5 чорний пішак · e5 чорний король · d4 білий кінь · f4 біла тура · a3 білий король · f3 білий пішак · d2 білий слон · e2 білий пішак · f2 білий пішак · g2 чорна тура · g1 білий ферзь | 6 |
| 5 | b8 чорний ферзь · d7 білий слон · f7 білий пішак · h7 чорна тура · c6 білий пішак · d6 чорний пішак · h6 білий кінь · a5 біла тура · b5 чорний слон · d5 чорний пішак · e5 чорний король · d4 білий кінь · f4 біла тура · a3 білий король · f3 білий пішак · d2 білий слон · e2 білий пішак · f2 білий пішак · g2 чорна тура · g1 білий ферзь | b8 чорний ферзь · d7 білий слон · f7 білий пішак · h7 чорна тура · c6 білий пішак · d6 чорний пішак · h6 білий кінь · a5 біла тура · b5 чорний слон · d5 чорний пішак · e5 чорний король · d4 білий кінь · f4 біла тура · a3 білий король · f3 білий пішак · d2 білий слон · e2 білий пішак · f2 білий пішак · g2 чорна тура · g1 білий ферзь | b8 чорний ферзь · d7 білий слон · f7 білий пішак · h7 чорна тура · c6 білий пішак · d6 чорний пішак · h6 білий кінь · a5 біла тура · b5 чорний слон · d5 чорний пішак · e5 чорний король · d4 білий кінь · f4 біла тура · a3 білий король · f3 білий пішак · d2 білий слон · e2 білий пішак · f2 білий пішак · g2 чорна тура · g1 білий ферзь | b8 чорний ферзь · d7 білий слон · f7 білий пішак · h7 чорна тура · c6 білий пішак · d6 чорний пішак · h6 білий кінь · a5 біла тура · b5 чорний слон · d5 чорний пішак · e5 чорний король · d4 білий кінь · f4 біла тура · a3 білий король · f3 білий пішак · d2 білий слон · e2 білий пішак · f2 білий пішак · g2 чорна тура · g1 білий ферзь | b8 чорний ферзь · d7 білий слон · f7 білий пішак · h7 чорна тура · c6 білий пішак · d6 чорний пішак · h6 білий кінь · a5 біла тура · b5 чорний слон · d5 чорний пішак · e5 чорний король · d4 білий кінь · f4 біла тура · a3 білий король · f3 білий пішак · d2 білий слон · e2 білий пішак · f2 білий пішак · g2 чорна тура · g1 білий ферзь | b8 чорний ферзь · d7 білий слон · f7 білий пішак · h7 чорна тура · c6 білий пішак · d6 чорний пішак · h6 білий кінь · a5 біла тура · b5 чорний слон · d5 чорний пішак · e5 чорний король · d4 білий кінь · f4 біла тура · a3 білий король · f3 білий пішак · d2 білий слон · e2 білий пішак · f2 білий пішак · g2 чорна тура · g1 білий ферзь | b8 чорний ферзь · d7 білий слон · f7 білий пішак · h7 чорна тура · c6 білий пішак · d6 чорний пішак · h6 білий кінь · a5 біла тура · b5 чорний слон · d5 чорний пішак · e5 чорний король · d4 білий кінь · f4 біла тура · a3 білий король · f3 білий пішак · d2 білий слон · e2 білий пішак · f2 білий пішак · g2 чорна тура · g1 білий ферзь | b8 чорний ферзь · d7 білий слон · f7 білий пішак · h7 чорна тура · c6 білий пішак · d6 чорний пішак · h6 білий кінь · a5 біла тура · b5 чорний слон · d5 чорний пішак · e5 чорний король · d4 білий кінь · f4 біла тура · a3 білий король · f3 білий пішак · d2 білий слон · e2 білий пішак · f2 білий пішак · g2 чорна тура · g1 білий ферзь | 5 |
| 4 | b8 чорний ферзь · d7 білий слон · f7 білий пішак · h7 чорна тура · c6 білий пішак · d6 чорний пішак · h6 білий кінь · a5 біла тура · b5 чорний слон · d5 чорний пішак · e5 чорний король · d4 білий кінь · f4 біла тура · a3 білий король · f3 білий пішак · d2 білий слон · e2 білий пішак · f2 білий пішак · g2 чорна тура · g1 білий ферзь | b8 чорний ферзь · d7 білий слон · f7 білий пішак · h7 чорна тура · c6 білий пішак · d6 чорний пішак · h6 білий кінь · a5 біла тура · b5 чорний слон · d5 чорний пішак · e5 чорний король · d4 білий кінь · f4 біла тура · a3 білий король · f3 білий пішак · d2 білий слон · e2 білий пішак · f2 білий пішак · g2 чорна тура · g1 білий ферзь | b8 чорний ферзь · d7 білий слон · f7 білий пішак · h7 чорна тура · c6 білий пішак · d6 чорний пішак · h6 білий кінь · a5 біла тура · b5 чорний слон · d5 чорний пішак · e5 чорний король · d4 білий кінь · f4 біла тура · a3 білий король · f3 білий пішак · d2 білий слон · e2 білий пішак · f2 білий пішак · g2 чорна тура · g1 білий ферзь | b8 чорний ферзь · d7 білий слон · f7 білий пішак · h7 чорна тура · c6 білий пішак · d6 чорний пішак · h6 білий кінь · a5 біла тура · b5 чорний слон · d5 чорний пішак · e5 чорний король · d4 білий кінь · f4 біла тура · a3 білий король · f3 білий пішак · d2 білий слон · e2 білий пішак · f2 білий пішак · g2 чорна тура · g1 білий ферзь | b8 чорний ферзь · d7 білий слон · f7 білий пішак · h7 чорна тура · c6 білий пішак · d6 чорний пішак · h6 білий кінь · a5 біла тура · b5 чорний слон · d5 чорний пішак · e5 чорний король · d4 білий кінь · f4 біла тура · a3 білий король · f3 білий пішак · d2 білий слон · e2 білий пішак · f2 білий пішак · g2 чорна тура · g1 білий ферзь | b8 чорний ферзь · d7 білий слон · f7 білий пішак · h7 чорна тура · c6 білий пішак · d6 чорний пішак · h6 білий кінь · a5 біла тура · b5 чорний слон · d5 чорний пішак · e5 чорний король · d4 білий кінь · f4 біла тура · a3 білий король · f3 білий пішак · d2 білий слон · e2 білий пішак · f2 білий пішак · g2 чорна тура · g1 білий ферзь | b8 чорний ферзь · d7 білий слон · f7 білий пішак · h7 чорна тура · c6 білий пішак · d6 чорний пішак · h6 білий кінь · a5 біла тура · b5 чорний слон · d5 чорний пішак · e5 чорний король · d4 білий кінь · f4 біла тура · a3 білий король · f3 білий пішак · d2 білий слон · e2 білий пішак · f2 білий пішак · g2 чорна тура · g1 білий ферзь | b8 чорний ферзь · d7 білий слон · f7 білий пішак · h7 чорна тура · c6 білий пішак · d6 чорний пішак · h6 білий кінь · a5 біла тура · b5 чорний слон · d5 чорний пішак · e5 чорний король · d4 білий кінь · f4 біла тура · a3 білий король · f3 білий пішак · d2 білий слон · e2 білий пішак · f2 білий пішак · g2 чорна тура · g1 білий ферзь | 4 |
| 3 | b8 чорний ферзь · d7 білий слон · f7 білий пішак · h7 чорна тура · c6 білий пішак · d6 чорний пішак · h6 білий кінь · a5 біла тура · b5 чорний слон · d5 чорний пішак · e5 чорний король · d4 білий кінь · f4 біла тура · a3 білий король · f3 білий пішак · d2 білий слон · e2 білий пішак · f2 білий пішак · g2 чорна тура · g1 білий ферзь | b8 чорний ферзь · d7 білий слон · f7 білий пішак · h7 чорна тура · c6 білий пішак · d6 чорний пішак · h6 білий кінь · a5 біла тура · b5 чорний слон · d5 чорний пішак · e5 чорний король · d4 білий кінь · f4 біла тура · a3 білий король · f3 білий пішак · d2 білий слон · e2 білий пішак · f2 білий пішак · g2 чорна тура · g1 білий ферзь | b8 чорний ферзь · d7 білий слон · f7 білий пішак · h7 чорна тура · c6 білий пішак · d6 чорний пішак · h6 білий кінь · a5 біла тура · b5 чорний слон · d5 чорний пішак · e5 чорний король · d4 білий кінь · f4 біла тура · a3 білий король · f3 білий пішак · d2 білий слон · e2 білий пішак · f2 білий пішак · g2 чорна тура · g1 білий ферзь | b8 чорний ферзь · d7 білий слон · f7 білий пішак · h7 чорна тура · c6 білий пішак · d6 чорний пішак · h6 білий кінь · a5 біла тура · b5 чорний слон · d5 чорний пішак · e5 чорний король · d4 білий кінь · f4 біла тура · a3 білий король · f3 білий пішак · d2 білий слон · e2 білий пішак · f2 білий пішак · g2 чорна тура · g1 білий ферзь | b8 чорний ферзь · d7 білий слон · f7 білий пішак · h7 чорна тура · c6 білий пішак · d6 чорний пішак · h6 білий кінь · a5 біла тура · b5 чорний слон · d5 чорний пішак · e5 чорний король · d4 білий кінь · f4 біла тура · a3 білий король · f3 білий пішак · d2 білий слон · e2 білий пішак · f2 білий пішак · g2 чорна тура · g1 білий ферзь | b8 чорний ферзь · d7 білий слон · f7 білий пішак · h7 чорна тура · c6 білий пішак · d6 чорний пішак · h6 білий кінь · a5 біла тура · b5 чорний слон · d5 чорний пішак · e5 чорний король · d4 білий кінь · f4 біла тура · a3 білий король · f3 білий пішак · d2 білий слон · e2 білий пішак · f2 білий пішак · g2 чорна тура · g1 білий ферзь | b8 чорний ферзь · d7 білий слон · f7 білий пішак · h7 чорна тура · c6 білий пішак · d6 чорний пішак · h6 білий кінь · a5 біла тура · b5 чорний слон · d5 чорний пішак · e5 чорний король · d4 білий кінь · f4 біла тура · a3 білий король · f3 білий пішак · d2 білий слон · e2 білий пішак · f2 білий пішак · g2 чорна тура · g1 білий ферзь | b8 чорний ферзь · d7 білий слон · f7 білий пішак · h7 чорна тура · c6 білий пішак · d6 чорний пішак · h6 білий кінь · a5 біла тура · b5 чорний слон · d5 чорний пішак · e5 чорний король · d4 білий кінь · f4 біла тура · a3 білий король · f3 білий пішак · d2 білий слон · e2 білий пішак · f2 білий пішак · g2 чорна тура · g1 білий ферзь | 3 |
| 2 | b8 чорний ферзь · d7 білий слон · f7 білий пішак · h7 чорна тура · c6 білий пішак · d6 чорний пішак · h6 білий кінь · a5 біла тура · b5 чорний слон · d5 чорний пішак · e5 чорний король · d4 білий кінь · f4 біла тура · a3 білий король · f3 білий пішак · d2 білий слон · e2 білий пішак · f2 білий пішак · g2 чорна тура · g1 білий ферзь | b8 чорний ферзь · d7 білий слон · f7 білий пішак · h7 чорна тура · c6 білий пішак · d6 чорний пішак · h6 білий кінь · a5 біла тура · b5 чорний слон · d5 чорний пішак · e5 чорний король · d4 білий кінь · f4 біла тура · a3 білий король · f3 білий пішак · d2 білий слон · e2 білий пішак · f2 білий пішак · g2 чорна тура · g1 білий ферзь | b8 чорний ферзь · d7 білий слон · f7 білий пішак · h7 чорна тура · c6 білий пішак · d6 чорний пішак · h6 білий кінь · a5 біла тура · b5 чорний слон · d5 чорний пішак · e5 чорний король · d4 білий кінь · f4 біла тура · a3 білий король · f3 білий пішак · d2 білий слон · e2 білий пішак · f2 білий пішак · g2 чорна тура · g1 білий ферзь | b8 чорний ферзь · d7 білий слон · f7 білий пішак · h7 чорна тура · c6 білий пішак · d6 чорний пішак · h6 білий кінь · a5 біла тура · b5 чорний слон · d5 чорний пішак · e5 чорний король · d4 білий кінь · f4 біла тура · a3 білий король · f3 білий пішак · d2 білий слон · e2 білий пішак · f2 білий пішак · g2 чорна тура · g1 білий ферзь | b8 чорний ферзь · d7 білий слон · f7 білий пішак · h7 чорна тура · c6 білий пішак · d6 чорний пішак · h6 білий кінь · a5 біла тура · b5 чорний слон · d5 чорний пішак · e5 чорний король · d4 білий кінь · f4 біла тура · a3 білий король · f3 білий пішак · d2 білий слон · e2 білий пішак · f2 білий пішак · g2 чорна тура · g1 білий ферзь | b8 чорний ферзь · d7 білий слон · f7 білий пішак · h7 чорна тура · c6 білий пішак · d6 чорний пішак · h6 білий кінь · a5 біла тура · b5 чорний слон · d5 чорний пішак · e5 чорний король · d4 білий кінь · f4 біла тура · a3 білий король · f3 білий пішак · d2 білий слон · e2 білий пішак · f2 білий пішак · g2 чорна тура · g1 білий ферзь | b8 чорний ферзь · d7 білий слон · f7 білий пішак · h7 чорна тура · c6 білий пішак · d6 чорний пішак · h6 білий кінь · a5 біла тура · b5 чорний слон · d5 чорний пішак · e5 чорний король · d4 білий кінь · f4 біла тура · a3 білий король · f3 білий пішак · d2 білий слон · e2 білий пішак · f2 білий пішак · g2 чорна тура · g1 білий ферзь | b8 чорний ферзь · d7 білий слон · f7 білий пішак · h7 чорна тура · c6 білий пішак · d6 чорний пішак · h6 білий кінь · a5 біла тура · b5 чорний слон · d5 чорний пішак · e5 чорний король · d4 білий кінь · f4 біла тура · a3 білий король · f3 білий пішак · d2 білий слон · e2 білий пішак · f2 білий пішак · g2 чорна тура · g1 білий ферзь | 2 |
| 1 | b8 чорний ферзь · d7 білий слон · f7 білий пішак · h7 чорна тура · c6 білий пішак · d6 чорний пішак · h6 білий кінь · a5 біла тура · b5 чорний слон · d5 чорний пішак · e5 чорний король · d4 білий кінь · f4 біла тура · a3 білий король · f3 білий пішак · d2 білий слон · e2 білий пішак · f2 білий пішак · g2 чорна тура · g1 білий ферзь | b8 чорний ферзь · d7 білий слон · f7 білий пішак · h7 чорна тура · c6 білий пішак · d6 чорний пішак · h6 білий кінь · a5 біла тура · b5 чорний слон · d5 чорний пішак · e5 чорний король · d4 білий кінь · f4 біла тура · a3 білий король · f3 білий пішак · d2 білий слон · e2 білий пішак · f2 білий пішак · g2 чорна тура · g1 білий ферзь | b8 чорний ферзь · d7 білий слон · f7 білий пішак · h7 чорна тура · c6 білий пішак · d6 чорний пішак · h6 білий кінь · a5 біла тура · b5 чорний слон · d5 чорний пішак · e5 чорний король · d4 білий кінь · f4 біла тура · a3 білий король · f3 білий пішак · d2 білий слон · e2 білий пішак · f2 білий пішак · g2 чорна тура · g1 білий ферзь | b8 чорний ферзь · d7 білий слон · f7 білий пішак · h7 чорна тура · c6 білий пішак · d6 чорний пішак · h6 білий кінь · a5 біла тура · b5 чорний слон · d5 чорний пішак · e5 чорний король · d4 білий кінь · f4 біла тура · a3 білий король · f3 білий пішак · d2 білий слон · e2 білий пішак · f2 білий пішак · g2 чорна тура · g1 білий ферзь | b8 чорний ферзь · d7 білий слон · f7 білий пішак · h7 чорна тура · c6 білий пішак · d6 чорний пішак · h6 білий кінь · a5 біла тура · b5 чорний слон · d5 чорний пішак · e5 чорний король · d4 білий кінь · f4 біла тура · a3 білий король · f3 білий пішак · d2 білий слон · e2 білий пішак · f2 білий пішак · g2 чорна тура · g1 білий ферзь | b8 чорний ферзь · d7 білий слон · f7 білий пішак · h7 чорна тура · c6 білий пішак · d6 чорний пішак · h6 білий кінь · a5 біла тура · b5 чорний слон · d5 чорний пішак · e5 чорний король · d4 білий кінь · f4 біла тура · a3 білий король · f3 білий пішак · d2 білий слон · e2 білий пішак · f2 білий пішак · g2 чорна тура · g1 білий ферзь | b8 чорний ферзь · d7 білий слон · f7 білий пішак · h7 чорна тура · c6 білий пішак · d6 чорний пішак · h6 білий кінь · a5 біла тура · b5 чорний слон · d5 чорний пішак · e5 чорний король · d4 білий кінь · f4 біла тура · a3 білий король · f3 білий пішак · d2 білий слон · e2 білий пішак · f2 білий пішак · g2 чорна тура · g1 білий ферзь | b8 чорний ферзь · d7 білий слон · f7 білий пішак · h7 чорна тура · c6 білий пішак · d6 чорний пішак · h6 білий кінь · a5 біла тура · b5 чорний слон · d5 чорний пішак · e5 чорний король · d4 білий кінь · f4 біла тура · a3 білий король · f3 білий пішак · d2 білий слон · e2 білий пішак · f2 білий пішак · g2 чорна тура · g1 білий ферзь | 1 |
|   | a | b | c | d | e | f | g | h |   |

1. Se6? ~ 2. Tf5#, 1. ... Ld3 2. Lc3#, 1. ... Th6!
1. Lc3?  ~ 2. Tf5#, 1. ... Ld3 2. Se6#, 1. ... Tf7!
1. Da1? ~ 2. Tf5#, 1. ... Ld3 2. Sb3#, 1. ... Tg5!
1. Sb3!  ~ 2. Tf5#, 1. ... Ld3 2. Da1#

## Синтез з іншими темами
Тема Салазара може гармонійно синтезуватись з іншими темами, що може призвести до виникнення нових тем, ідей, як тому є приклад — тема Лендера, де проходять мати на одні і ті ж захисти чорних у різних фазах. При виникненні тематичних матів у різних фазах на різні захисти — проходить звичайний синтез тем.
|   | a | b | c | d | e | f | g | h |   |
| 8 | a8 чорна тура · e8 чорний кінь · e7 білий кінь · g7 чорний пішак · c6 біла тура · b5 чорний король · c5 білий слон · d5 чорний пішак · a4 чорний пішак · c4 білий кінь · a3 білий король · d3 білий пішак · g2 чорний кінь · h2 білий ферзь · c1 біла тура · e1 чорна тура | a8 чорна тура · e8 чорний кінь · e7 білий кінь · g7 чорний пішак · c6 біла тура · b5 чорний король · c5 білий слон · d5 чорний пішак · a4 чорний пішак · c4 білий кінь · a3 білий король · d3 білий пішак · g2 чорний кінь · h2 білий ферзь · c1 біла тура · e1 чорна тура | a8 чорна тура · e8 чорний кінь · e7 білий кінь · g7 чорний пішак · c6 біла тура · b5 чорний король · c5 білий слон · d5 чорний пішак · a4 чорний пішак · c4 білий кінь · a3 білий король · d3 білий пішак · g2 чорний кінь · h2 білий ферзь · c1 біла тура · e1 чорна тура | a8 чорна тура · e8 чорний кінь · e7 білий кінь · g7 чорний пішак · c6 біла тура · b5 чорний король · c5 білий слон · d5 чорний пішак · a4 чорний пішак · c4 білий кінь · a3 білий король · d3 білий пішак · g2 чорний кінь · h2 білий ферзь · c1 біла тура · e1 чорна тура | a8 чорна тура · e8 чорний кінь · e7 білий кінь · g7 чорний пішак · c6 біла тура · b5 чорний король · c5 білий слон · d5 чорний пішак · a4 чорний пішак · c4 білий кінь · a3 білий король · d3 білий пішак · g2 чорний кінь · h2 білий ферзь · c1 біла тура · e1 чорна тура | a8 чорна тура · e8 чорний кінь · e7 білий кінь · g7 чорний пішак · c6 біла тура · b5 чорний король · c5 білий слон · d5 чорний пішак · a4 чорний пішак · c4 білий кінь · a3 білий король · d3 білий пішак · g2 чорний кінь · h2 білий ферзь · c1 біла тура · e1 чорна тура | a8 чорна тура · e8 чорний кінь · e7 білий кінь · g7 чорний пішак · c6 біла тура · b5 чорний король · c5 білий слон · d5 чорний пішак · a4 чорний пішак · c4 білий кінь · a3 білий король · d3 білий пішак · g2 чорний кінь · h2 білий ферзь · c1 біла тура · e1 чорна тура | a8 чорна тура · e8 чорний кінь · e7 білий кінь · g7 чорний пішак · c6 біла тура · b5 чорний король · c5 білий слон · d5 чорний пішак · a4 чорний пішак · c4 білий кінь · a3 білий король · d3 білий пішак · g2 чорний кінь · h2 білий ферзь · c1 біла тура · e1 чорна тура | 8 |
| 7 | a8 чорна тура · e8 чорний кінь · e7 білий кінь · g7 чорний пішак · c6 біла тура · b5 чорний король · c5 білий слон · d5 чорний пішак · a4 чорний пішак · c4 білий кінь · a3 білий король · d3 білий пішак · g2 чорний кінь · h2 білий ферзь · c1 біла тура · e1 чорна тура | a8 чорна тура · e8 чорний кінь · e7 білий кінь · g7 чорний пішак · c6 біла тура · b5 чорний король · c5 білий слон · d5 чорний пішак · a4 чорний пішак · c4 білий кінь · a3 білий король · d3 білий пішак · g2 чорний кінь · h2 білий ферзь · c1 біла тура · e1 чорна тура | a8 чорна тура · e8 чорний кінь · e7 білий кінь · g7 чорний пішак · c6 біла тура · b5 чорний король · c5 білий слон · d5 чорний пішак · a4 чорний пішак · c4 білий кінь · a3 білий король · d3 білий пішак · g2 чорний кінь · h2 білий ферзь · c1 біла тура · e1 чорна тура | a8 чорна тура · e8 чорний кінь · e7 білий кінь · g7 чорний пішак · c6 біла тура · b5 чорний король · c5 білий слон · d5 чорний пішак · a4 чорний пішак · c4 білий кінь · a3 білий король · d3 білий пішак · g2 чорний кінь · h2 білий ферзь · c1 біла тура · e1 чорна тура | a8 чорна тура · e8 чорний кінь · e7 білий кінь · g7 чорний пішак · c6 біла тура · b5 чорний король · c5 білий слон · d5 чорний пішак · a4 чорний пішак · c4 білий кінь · a3 білий король · d3 білий пішак · g2 чорний кінь · h2 білий ферзь · c1 біла тура · e1 чорна тура | a8 чорна тура · e8 чорний кінь · e7 білий кінь · g7 чорний пішак · c6 біла тура · b5 чорний король · c5 білий слон · d5 чорний пішак · a4 чорний пішак · c4 білий кінь · a3 білий король · d3 білий пішак · g2 чорний кінь · h2 білий ферзь · c1 біла тура · e1 чорна тура | a8 чорна тура · e8 чорний кінь · e7 білий кінь · g7 чорний пішак · c6 біла тура · b5 чорний король · c5 білий слон · d5 чорний пішак · a4 чорний пішак · c4 білий кінь · a3 білий король · d3 білий пішак · g2 чорний кінь · h2 білий ферзь · c1 біла тура · e1 чорна тура | a8 чорна тура · e8 чорний кінь · e7 білий кінь · g7 чорний пішак · c6 біла тура · b5 чорний король · c5 білий слон · d5 чорний пішак · a4 чорний пішак · c4 білий кінь · a3 білий король · d3 білий пішак · g2 чорний кінь · h2 білий ферзь · c1 біла тура · e1 чорна тура | 7 |
| 6 | a8 чорна тура · e8 чорний кінь · e7 білий кінь · g7 чорний пішак · c6 біла тура · b5 чорний король · c5 білий слон · d5 чорний пішак · a4 чорний пішак · c4 білий кінь · a3 білий король · d3 білий пішак · g2 чорний кінь · h2 білий ферзь · c1 біла тура · e1 чорна тура | a8 чорна тура · e8 чорний кінь · e7 білий кінь · g7 чорний пішак · c6 біла тура · b5 чорний король · c5 білий слон · d5 чорний пішак · a4 чорний пішак · c4 білий кінь · a3 білий король · d3 білий пішак · g2 чорний кінь · h2 білий ферзь · c1 біла тура · e1 чорна тура | a8 чорна тура · e8 чорний кінь · e7 білий кінь · g7 чорний пішак · c6 біла тура · b5 чорний король · c5 білий слон · d5 чорний пішак · a4 чорний пішак · c4 білий кінь · a3 білий король · d3 білий пішак · g2 чорний кінь · h2 білий ферзь · c1 біла тура · e1 чорна тура | a8 чорна тура · e8 чорний кінь · e7 білий кінь · g7 чорний пішак · c6 біла тура · b5 чорний король · c5 білий слон · d5 чорний пішак · a4 чорний пішак · c4 білий кінь · a3 білий король · d3 білий пішак · g2 чорний кінь · h2 білий ферзь · c1 біла тура · e1 чорна тура | a8 чорна тура · e8 чорний кінь · e7 білий кінь · g7 чорний пішак · c6 біла тура · b5 чорний король · c5 білий слон · d5 чорний пішак · a4 чорний пішак · c4 білий кінь · a3 білий король · d3 білий пішак · g2 чорний кінь · h2 білий ферзь · c1 біла тура · e1 чорна тура | a8 чорна тура · e8 чорний кінь · e7 білий кінь · g7 чорний пішак · c6 біла тура · b5 чорний король · c5 білий слон · d5 чорний пішак · a4 чорний пішак · c4 білий кінь · a3 білий король · d3 білий пішак · g2 чорний кінь · h2 білий ферзь · c1 біла тура · e1 чорна тура | a8 чорна тура · e8 чорний кінь · e7 білий кінь · g7 чорний пішак · c6 біла тура · b5 чорний король · c5 білий слон · d5 чорний пішак · a4 чорний пішак · c4 білий кінь · a3 білий король · d3 білий пішак · g2 чорний кінь · h2 білий ферзь · c1 біла тура · e1 чорна тура | a8 чорна тура · e8 чорний кінь · e7 білий кінь · g7 чорний пішак · c6 біла тура · b5 чорний король · c5 білий слон · d5 чорний пішак · a4 чорний пішак · c4 білий кінь · a3 білий король · d3 білий пішак · g2 чорний кінь · h2 білий ферзь · c1 біла тура · e1 чорна тура | 6 |
| 5 | a8 чорна тура · e8 чорний кінь · e7 білий кінь · g7 чорний пішак · c6 біла тура · b5 чорний король · c5 білий слон · d5 чорний пішак · a4 чорний пішак · c4 білий кінь · a3 білий король · d3 білий пішак · g2 чорний кінь · h2 білий ферзь · c1 біла тура · e1 чорна тура | a8 чорна тура · e8 чорний кінь · e7 білий кінь · g7 чорний пішак · c6 біла тура · b5 чорний король · c5 білий слон · d5 чорний пішак · a4 чорний пішак · c4 білий кінь · a3 білий король · d3 білий пішак · g2 чорний кінь · h2 білий ферзь · c1 біла тура · e1 чорна тура | a8 чорна тура · e8 чорний кінь · e7 білий кінь · g7 чорний пішак · c6 біла тура · b5 чорний король · c5 білий слон · d5 чорний пішак · a4 чорний пішак · c4 білий кінь · a3 білий король · d3 білий пішак · g2 чорний кінь · h2 білий ферзь · c1 біла тура · e1 чорна тура | a8 чорна тура · e8 чорний кінь · e7 білий кінь · g7 чорний пішак · c6 біла тура · b5 чорний король · c5 білий слон · d5 чорний пішак · a4 чорний пішак · c4 білий кінь · a3 білий король · d3 білий пішак · g2 чорний кінь · h2 білий ферзь · c1 біла тура · e1 чорна тура | a8 чорна тура · e8 чорний кінь · e7 білий кінь · g7 чорний пішак · c6 біла тура · b5 чорний король · c5 білий слон · d5 чорний пішак · a4 чорний пішак · c4 білий кінь · a3 білий король · d3 білий пішак · g2 чорний кінь · h2 білий ферзь · c1 біла тура · e1 чорна тура | a8 чорна тура · e8 чорний кінь · e7 білий кінь · g7 чорний пішак · c6 біла тура · b5 чорний король · c5 білий слон · d5 чорний пішак · a4 чорний пішак · c4 білий кінь · a3 білий король · d3 білий пішак · g2 чорний кінь · h2 білий ферзь · c1 біла тура · e1 чорна тура | a8 чорна тура · e8 чорний кінь · e7 білий кінь · g7 чорний пішак · c6 біла тура · b5 чорний король · c5 білий слон · d5 чорний пішак · a4 чорний пішак · c4 білий кінь · a3 білий король · d3 білий пішак · g2 чорний кінь · h2 білий ферзь · c1 біла тура · e1 чорна тура | a8 чорна тура · e8 чорний кінь · e7 білий кінь · g7 чорний пішак · c6 біла тура · b5 чорний король · c5 білий слон · d5 чорний пішак · a4 чорний пішак · c4 білий кінь · a3 білий король · d3 білий пішак · g2 чорний кінь · h2 білий ферзь · c1 біла тура · e1 чорна тура | 5 |
| 4 | a8 чорна тура · e8 чорний кінь · e7 білий кінь · g7 чорний пішак · c6 біла тура · b5 чорний король · c5 білий слон · d5 чорний пішак · a4 чорний пішак · c4 білий кінь · a3 білий король · d3 білий пішак · g2 чорний кінь · h2 білий ферзь · c1 біла тура · e1 чорна тура | a8 чорна тура · e8 чорний кінь · e7 білий кінь · g7 чорний пішак · c6 біла тура · b5 чорний король · c5 білий слон · d5 чорний пішак · a4 чорний пішак · c4 білий кінь · a3 білий король · d3 білий пішак · g2 чорний кінь · h2 білий ферзь · c1 біла тура · e1 чорна тура | a8 чорна тура · e8 чорний кінь · e7 білий кінь · g7 чорний пішак · c6 біла тура · b5 чорний король · c5 білий слон · d5 чорний пішак · a4 чорний пішак · c4 білий кінь · a3 білий король · d3 білий пішак · g2 чорний кінь · h2 білий ферзь · c1 біла тура · e1 чорна тура | a8 чорна тура · e8 чорний кінь · e7 білий кінь · g7 чорний пішак · c6 біла тура · b5 чорний король · c5 білий слон · d5 чорний пішак · a4 чорний пішак · c4 білий кінь · a3 білий король · d3 білий пішак · g2 чорний кінь · h2 білий ферзь · c1 біла тура · e1 чорна тура | a8 чорна тура · e8 чорний кінь · e7 білий кінь · g7 чорний пішак · c6 біла тура · b5 чорний король · c5 білий слон · d5 чорний пішак · a4 чорний пішак · c4 білий кінь · a3 білий король · d3 білий пішак · g2 чорний кінь · h2 білий ферзь · c1 біла тура · e1 чорна тура | a8 чорна тура · e8 чорний кінь · e7 білий кінь · g7 чорний пішак · c6 біла тура · b5 чорний король · c5 білий слон · d5 чорний пішак · a4 чорний пішак · c4 білий кінь · a3 білий король · d3 білий пішак · g2 чорний кінь · h2 білий ферзь · c1 біла тура · e1 чорна тура | a8 чорна тура · e8 чорний кінь · e7 білий кінь · g7 чорний пішак · c6 біла тура · b5 чорний король · c5 білий слон · d5 чорний пішак · a4 чорний пішак · c4 білий кінь · a3 білий король · d3 білий пішак · g2 чорний кінь · h2 білий ферзь · c1 біла тура · e1 чорна тура | a8 чорна тура · e8 чорний кінь · e7 білий кінь · g7 чорний пішак · c6 біла тура · b5 чорний король · c5 білий слон · d5 чорний пішак · a4 чорний пішак · c4 білий кінь · a3 білий король · d3 білий пішак · g2 чорний кінь · h2 білий ферзь · c1 біла тура · e1 чорна тура | 4 |
| 3 | a8 чорна тура · e8 чорний кінь · e7 білий кінь · g7 чорний пішак · c6 біла тура · b5 чорний король · c5 білий слон · d5 чорний пішак · a4 чорний пішак · c4 білий кінь · a3 білий король · d3 білий пішак · g2 чорний кінь · h2 білий ферзь · c1 біла тура · e1 чорна тура | a8 чорна тура · e8 чорний кінь · e7 білий кінь · g7 чорний пішак · c6 біла тура · b5 чорний король · c5 білий слон · d5 чорний пішак · a4 чорний пішак · c4 білий кінь · a3 білий король · d3 білий пішак · g2 чорний кінь · h2 білий ферзь · c1 біла тура · e1 чорна тура | a8 чорна тура · e8 чорний кінь · e7 білий кінь · g7 чорний пішак · c6 біла тура · b5 чорний король · c5 білий слон · d5 чорний пішак · a4 чорний пішак · c4 білий кінь · a3 білий король · d3 білий пішак · g2 чорний кінь · h2 білий ферзь · c1 біла тура · e1 чорна тура | a8 чорна тура · e8 чорний кінь · e7 білий кінь · g7 чорний пішак · c6 біла тура · b5 чорний король · c5 білий слон · d5 чорний пішак · a4 чорний пішак · c4 білий кінь · a3 білий король · d3 білий пішак · g2 чорний кінь · h2 білий ферзь · c1 біла тура · e1 чорна тура | a8 чорна тура · e8 чорний кінь · e7 білий кінь · g7 чорний пішак · c6 біла тура · b5 чорний король · c5 білий слон · d5 чорний пішак · a4 чорний пішак · c4 білий кінь · a3 білий король · d3 білий пішак · g2 чорний кінь · h2 білий ферзь · c1 біла тура · e1 чорна тура | a8 чорна тура · e8 чорний кінь · e7 білий кінь · g7 чорний пішак · c6 біла тура · b5 чорний король · c5 білий слон · d5 чорний пішак · a4 чорний пішак · c4 білий кінь · a3 білий король · d3 білий пішак · g2 чорний кінь · h2 білий ферзь · c1 біла тура · e1 чорна тура | a8 чорна тура · e8 чорний кінь · e7 білий кінь · g7 чорний пішак · c6 біла тура · b5 чорний король · c5 білий слон · d5 чорний пішак · a4 чорний пішак · c4 білий кінь · a3 білий король · d3 білий пішак · g2 чорний кінь · h2 білий ферзь · c1 біла тура · e1 чорна тура | a8 чорна тура · e8 чорний кінь · e7 білий кінь · g7 чорний пішак · c6 біла тура · b5 чорний король · c5 білий слон · d5 чорний пішак · a4 чорний пішак · c4 білий кінь · a3 білий король · d3 білий пішак · g2 чорний кінь · h2 білий ферзь · c1 біла тура · e1 чорна тура | 3 |
| 2 | a8 чорна тура · e8 чорний кінь · e7 білий кінь · g7 чорний пішак · c6 біла тура · b5 чорний король · c5 білий слон · d5 чорний пішак · a4 чорний пішак · c4 білий кінь · a3 білий король · d3 білий пішак · g2 чорний кінь · h2 білий ферзь · c1 біла тура · e1 чорна тура | a8 чорна тура · e8 чорний кінь · e7 білий кінь · g7 чорний пішак · c6 біла тура · b5 чорний король · c5 білий слон · d5 чорний пішак · a4 чорний пішак · c4 білий кінь · a3 білий король · d3 білий пішак · g2 чорний кінь · h2 білий ферзь · c1 біла тура · e1 чорна тура | a8 чорна тура · e8 чорний кінь · e7 білий кінь · g7 чорний пішак · c6 біла тура · b5 чорний король · c5 білий слон · d5 чорний пішак · a4 чорний пішак · c4 білий кінь · a3 білий король · d3 білий пішак · g2 чорний кінь · h2 білий ферзь · c1 біла тура · e1 чорна тура | a8 чорна тура · e8 чорний кінь · e7 білий кінь · g7 чорний пішак · c6 біла тура · b5 чорний король · c5 білий слон · d5 чорний пішак · a4 чорний пішак · c4 білий кінь · a3 білий король · d3 білий пішак · g2 чорний кінь · h2 білий ферзь · c1 біла тура · e1 чорна тура | a8 чорна тура · e8 чорний кінь · e7 білий кінь · g7 чорний пішак · c6 біла тура · b5 чорний король · c5 білий слон · d5 чорний пішак · a4 чорний пішак · c4 білий кінь · a3 білий король · d3 білий пішак · g2 чорний кінь · h2 білий ферзь · c1 біла тура · e1 чорна тура | a8 чорна тура · e8 чорний кінь · e7 білий кінь · g7 чорний пішак · c6 біла тура · b5 чорний король · c5 білий слон · d5 чорний пішак · a4 чорний пішак · c4 білий кінь · a3 білий король · d3 білий пішак · g2 чорний кінь · h2 білий ферзь · c1 біла тура · e1 чорна тура | a8 чорна тура · e8 чорний кінь · e7 білий кінь · g7 чорний пішак · c6 біла тура · b5 чорний король · c5 білий слон · d5 чорний пішак · a4 чорний пішак · c4 білий кінь · a3 білий король · d3 білий пішак · g2 чорний кінь · h2 білий ферзь · c1 біла тура · e1 чорна тура | a8 чорна тура · e8 чорний кінь · e7 білий кінь · g7 чорний пішак · c6 біла тура · b5 чорний король · c5 білий слон · d5 чорний пішак · a4 чорний пішак · c4 білий кінь · a3 білий король · d3 білий пішак · g2 чорний кінь · h2 білий ферзь · c1 біла тура · e1 чорна тура | 2 |
| 1 | a8 чорна тура · e8 чорний кінь · e7 білий кінь · g7 чорний пішак · c6 біла тура · b5 чорний король · c5 білий слон · d5 чорний пішак · a4 чорний пішак · c4 білий кінь · a3 білий король · d3 білий пішак · g2 чорний кінь · h2 білий ферзь · c1 біла тура · e1 чорна тура | a8 чорна тура · e8 чорний кінь · e7 білий кінь · g7 чорний пішак · c6 біла тура · b5 чорний король · c5 білий слон · d5 чорний пішак · a4 чорний пішак · c4 білий кінь · a3 білий король · d3 білий пішак · g2 чорний кінь · h2 білий ферзь · c1 біла тура · e1 чорна тура | a8 чорна тура · e8 чорний кінь · e7 білий кінь · g7 чорний пішак · c6 біла тура · b5 чорний король · c5 білий слон · d5 чорний пішак · a4 чорний пішак · c4 білий кінь · a3 білий король · d3 білий пішак · g2 чорний кінь · h2 білий ферзь · c1 біла тура · e1 чорна тура | a8 чорна тура · e8 чорний кінь · e7 білий кінь · g7 чорний пішак · c6 біла тура · b5 чорний король · c5 білий слон · d5 чорний пішак · a4 чорний пішак · c4 білий кінь · a3 білий король · d3 білий пішак · g2 чорний кінь · h2 білий ферзь · c1 біла тура · e1 чорна тура | a8 чорна тура · e8 чорний кінь · e7 білий кінь · g7 чорний пішак · c6 біла тура · b5 чорний король · c5 білий слон · d5 чорний пішак · a4 чорний пішак · c4 білий кінь · a3 білий король · d3 білий пішак · g2 чорний кінь · h2 білий ферзь · c1 біла тура · e1 чорна тура | a8 чорна тура · e8 чорний кінь · e7 білий кінь · g7 чорний пішак · c6 біла тура · b5 чорний король · c5 білий слон · d5 чорний пішак · a4 чорний пішак · c4 білий кінь · a3 білий король · d3 білий пішак · g2 чорний кінь · h2 білий ферзь · c1 біла тура · e1 чорна тура | a8 чорна тура · e8 чорний кінь · e7 білий кінь · g7 чорний пішак · c6 біла тура · b5 чорний король · c5 білий слон · d5 чорний пішак · a4 чорний пішак · c4 білий кінь · a3 білий король · d3 білий пішак · g2 чорний кінь · h2 білий ферзь · c1 біла тура · e1 чорна тура | a8 чорна тура · e8 чорний кінь · e7 білий кінь · g7 чорний пішак · c6 біла тура · b5 чорний король · c5 білий слон · d5 чорний пішак · a4 чорний пішак · c4 білий кінь · a3 білий король · d3 білий пішак · g2 чорний кінь · h2 білий ферзь · c1 біла тура · e1 чорна тура | 1 |
|   | a | b | c | d | e | f | g | h |   |

1. De5? (A) ~ 2. Db2#
1. ... dc (a) 2. Le3# (B)
1. ... d4 (b) 2. Tb6# (C), 1. ... Te2!
1. Le3! (B) ~ 2. Tb6# (C)
1. ... dc (a) 2. De5# (A)
1. ... d4 (b) 2. De5# (A)
- — - — - — -
1. ... S:e3 2. Db2#
1. ... Te3 2. Tb1#
В задачі пройшов синтез тем Салазара, Єрохіна, псевдо-ле Гранд.